# Colilodion wuesti
Espèce
Colilodion wuesti est une espèce de coléoptères de la famille des Staphylinidae.

## Répartition
Cette espèce est connue de l'ouest de la Malaisie.

## Taxinomie
Cette espèce est dédiée à Jean Wüest.